# 环境影响评价

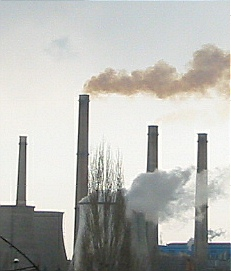
工厂排烟污染

环境影响评估（英語：Environmental Impact Assessment，EIA），是在决定是否继续拟议行动之前，对计划、政策、方案或实际项目的环境后果进行评估。在这一背景下，当应用于个人或公司的实际项目时，通常使用“环境影响评估”这一术语；而当应用于国家机关最常提出的政策、计划和方案时，则使用“战略环境评估”（SEA）这一术语。环境评估是环境管理的一个工具，是项目批准和决策过程的一部分。环境评估可能受到有关公众参与和决策记录的行政程序规则的管控，并可能受到司法审查。
评估的目的是确保决策者在决定是否继续一个项目时考虑环境影响。国际影响评估协会（IAIA）将环境影响评估定义为“在作出重大决策和承诺之前，识别、预测、评价和减轻发展提案的生物物理、社会和其他相关影响的过程”。环境影响评估的独特之处在于，它们不要求坚持预定的环境结果，而是要求决策者在其决策中考虑环境价值，并在详细的环境研究和公众对潜在环境影响的评论的基础上，对这些决策进行理由说明。

## 历史
环境影响评估起始于1960年代，作为环境意识增强的一部分。EIA旨在估算拟议的发展或建设项目的影响。EIA提供旨在促进更客观决策的技术评估。在美国，EIA在1969年获得正式地位，随着《国家环境政策法》（NEPA）的实施。环境影响评估在全球范围内的使用日益增加。每年提交的环境评估数量“已大大超过了更为严格的环境影响报告（EIS）的数量。”环境评估是一个“迷你环境影响报告（EIS）”，旨在提供足够的信息，以便机构决定是否需要准备一个全面的环境影响报告（EIS）。

## 方法
包括以下通用和特定行业的评估方法：
- 工业产品 - 产品环境生命周期分析（LCA）用于识别和测量工业产品对环境的影响。这些环境影响评估考虑与原材料的提取、辅助材料、设备；生产、使用、处置及辅助设备相关的活动。[9]
- 转基因植物 - 执行转基因生物体环境影响评估的特定方法包括GMP-RAM和INOVA[10]。
- 模糊逻辑 - 环境影响评估方法需要测量数据来估算影响指标的值。然而，许多环境影响无法量化，例如景观质量、生活方式质量和社会接受度。相反，使用来自类似环境影响评估的信息、专家判断和社区情绪。称为模糊逻辑的近似推理方法可以被使用[11]。也提出了一种模糊算术方法[12]，并使用软件工具（TDEIA）实施[13]。

## 后续工作
项目结束时，通过将实际影响与预测影响进行比较，审计评估EIA的准确性。目的是使未来的EIA更加有效和有效。两个主要考虑因素是：
- 科学性 - 检查预测的准确性并解释错误。
- 管理性 - 评估减轻措施在减少影响方面的成功程度。

审计可以作为对零假设的严格评估进行，也可以采用更简单的方法，将实际发生的情况与EIA文件中的预测进行比较。
在进行EIA之后，可以应用预防原则和污染者支付原则，根据预测的危害决定是拒绝、修改项目，或要求严格的责任或保险覆盖。
水电可持续性评估协议是一种针对性的方法，用于检查环境和社会评估及管理计划的质量。

## 世界各国或地区的实际应用

### 中国大陆
《中华人民共和国环境影响评价法》要求在项目建设前完成环境影响评估。然而，如果开发商完全忽视这一要求，并在未提交环境影响报告的情况下建设项目，唯一的处罚是环保局（EPB）可能要求开发商进行补救环境评估。如果开发商在指定时间内未完成这一补救评估，环保局才有权对开发商进行罚款。即便如此，可能的罚款也被限制在最高约25,000美元，这只是大多数重大项目总成本的一小部分。缺乏更严格的执法机制导致相当比例的项目在建设前未完成法律要求的环境影响评估。
中华人民共和国生态环境部利用该立法在2004年暂停了30个项目，包括三峡工程公司下的三座水电站。尽管一个月后（美国重大项目EIA需要一到两年时间），这30个被暂停的项目中的大多数恢复了建设，据报道已通过环境评估，但这些关键项目的建设曾经被暂停的事实是值得注意的。
2004年，生态环境部和国土资源部的联合调查显示，30-40%的采矿建设项目按要求进行了环境影响评估，而在某些地区只有6-7%的项目做到了这一点。这在一定程度上解释了为什么中国近年来发生了这么多采矿事故。
仅靠生态环境部无法保证环境法律和规章的全面执行，中国政法大学污染受害者法律援助中心主任王灿发教授观察到。实际上，据王教授所说，中国环境法律和规章实际执行的比率估计仅为10%。

### 香港
在香港，环境影响评估由1997年的《环境影响评估条例》规范，该条例于1998年生效。
最初提出的在塱原过境构建落落马洲支线地面铁路的计划未能通过环境影响评估，九广铁路公司不得不改变计划，将铁路建设为地下铁路。2011年4月，港珠澳大桥香港段的环境影响评估被发现违反了条例，被宣布为非法。政府的上诉在2011年9月被允许。然而，估计这个环境影响评估法庭案件使港珠澳大桥香港段的建设成本增加了65亿港元（当日价格）。

### 中華民國
根據行政院環境保護署所記載，「基於國家長期發展利益，環境保護與經濟發展應兼籌並顧，於1994年公布《環境影響評估法》，並規定各種開發行為，在規劃階段應同時考量環境因素，不合乎規定者，不得開發，以達永續發展之目標。」爾後亦陸續增修該法條文，而最近一次的修法於民國91年修訂，因此在臺灣的公共建設中，環境影響評估對於工程的進度快慢佔有很大的因素，對中小企業的管制比較寬鬆所以影響比較小。

### 美國
《1969年国家环境政策法案》（NEPA）于1970年实施，为联邦机构行动、联邦资助的活动或在美国被称为“环境审查”或简称“NEPA过程”的联邦许可/授权活动建立了环境影响评估政策。该法还创立了环境质量委员会，该委员会颁布了规章制度，以对该法的要求进行编码。根据美国环境法，编制环境评估（EA）是为了确定是否需要环境影响报告（EIS）。预计会受到或可能导致重大环境影响的联邦或联邦化行动，一旦知道影响的重要性，就会发布准备编制EIS的意向通知。某些联邦机构的行动必须先经过NEPA过程。与广泛的误解相反，NEPA并不禁止联邦政府或其许可证持有者/许可人损害环境，也不规定如果环境影响评估结果不准确（无论是有意的还是无意的）会有任何处罚。NEPA要求提前披露对潜在影响的合理陈述。NEPA过程的目的是确保决策者在做出最终决定之前充分了解环境方面和后果。

#### 环境评估
环境评估（EA）是根据《国家环境政策法》（NEPA）准备的环境分析，旨在确定联邦行动是否会对环境产生重大影响，因而需要更详细的环境影响报告（EIS）。环境评估的认证发布结果可能是发现无重大影响（FONSI）或需要进行EIS。
负责NEPA行政管理的环境质量委员会（CEQ）在1979年发布了实施NEPA的规定。Eccleston报告称，NEPA规定几乎没有提到EA的准备工作。这是因为EA原本打算作为一种简单的文件，在相对罕见的情况下使用，即当一个机构不确定一个行动的潜在重要性是否足以触发准备EIS时。但今天，因为EIS的准备工作要长得多、也复杂得多，联邦机构正在尽力避免准备EIS，通过使用EA，即使在可能不适当使用EA的情况下也是如此。发出的EA与EIS的比率约为100比1。
2020年7月，唐纳德·特朗普总统采取行动大幅削弱NEPA。CEQ发布了一项最终规则，将EA的持续时间限制为1年，EIS的持续时间限制为2年。该规则还完全免除了许多项目的审查，并阻止考虑累积环境影响，包括那些由气候变化引起的影响。该规则于2020年9月14日生效，是自1978年CEQ规章制度颁布以来的首次更新。

#### 内容
环境评估（EA）是由联邦行动机构准备的一份简明的公共文件，其目的是：
- 简要提供足够的证据和分析，以确定是否准备环境影响报告（EIS）或发现无重大影响（FONSI）。
- 当不需要EIS时，展示与该法案的合规性。
- 当无法展示FONSI时，促进EIS的准备。

环境评估包括对提案及其替代方案的目的和需求的简要讨论，如NEPA 102(2)(E)所要求，以及由于提议行动及认为可行的替代方案产生和发生的人类环境影响的讨论，加上进行研究和咨询的机构及利益相关者的列表，以达到这些结论。行动机构必须在EA对公众可用之前批准它。EA通过本地、州或区域清理机构的可用性通知公开，通常由在提议活动区域的普遍发行的报纸上购买公告广告触发。

### 澳大利亚
在澳大利亚，环境影响评估（EIA）的历史可以追溯到1970年美国《国家环境政策法》（NEPA）的制定，该法要求准备环境影响报告。在澳大利亚，可以说，在联邦（即联邦）之前，EIA程序首先在州一级引入，大多数州对联邦的观点持有不同意见。其中一个先驱州是新南威尔士州，其州污染控制委员会在1974年发布了EIA指南。在联邦（即联邦）一级，这随后通过了1974年的《环境保护（提议的影响）法案》（Cth）。1999年的《环境保护与生物多样性保护法》（Cth）（EPBC法案）取代了1974年的《环境保护（提议的影响）法案》（Cth），是澳大利亚在联邦（即联邦）一级上EIA的当前核心法案。值得注意的一点是，这项联邦立法并未取代州或领地环境和发展评估及批准的有效性；相反，EPBC法案与州/领地系统并行运行。联邦和州要求之间的重叠通过双边协议或一次性认证州程序来解决，如EPBC法案所提供。

### 日本
日本北九州跨海大桥原设计为钢梁结构，但当地居民和地方政府认为影响海滨公园的景观，最后改为悬索结构。

### 泰國
自从1981年泰国政府颁布了第一个强制性环评要求。目前，根据1992年泰国国家环境增强和保护质量法案第46条条例，泰国国家环境局的自然资源环境部（NEB）负责并具有对泰国EIA批准的最终通过和解释权。

## 跨境申请
环境威胁不尊重国界。国际污染可能对大气、海洋、河流、地下水、农田、天气和生物多样性产生不利影响。全球气候变化是跨国的。具体的污染威胁包括酸雨、放射性污染、外层空间碎片、平流层臭氧消耗和有毒油溢。1986年4月26日因核事故引发的切尔诺贝利灾难，是跨界核污染造成毁灭性影响的鲜明提醒。
环境保护本质上是一个跨境问题，导致通过多边和双边条约创建了跨国规制。1972年在斯德哥尔摩举行的联合国人类环境会议（UNCHE或斯德哥尔摩会议）和1992年在里约热内卢举行的联合国环境与发展会议（UNCED或里约峰会、里约会议或地球峰会）在创建约1000个包含至少一些环境及其保护条款的国际文书中起了关键作用。
联合国欧洲经济委员会的《跨界环境影响评价公约》经谈判达成，以提供跨界环境影响评估的国际法律框架。
然而，由于没有一个具有全面授权的普遍立法机构或行政机构，大多数国际条约相互平行存在，并在未考虑与其他协议潜在冲突的好处下进一步发展。还存在国际执法问题。这导致了重复和失败，部分原因是无法执行协议。一个例子是许多国际渔业制度未能限制捕捞实践的失败。